# Кувајт на Светском првенству у атлетици у дворани 2022.
Кувајт је учествовао на 18. Светском првенству у атлетици у дворани 2022. одржаном у Београду од 18. до 20. марта дванаести пут. Репрезентацију Кувајта представљао је 1 атлетичар који се такмичио у трци на 60 метара препоне.,
На овом првенству такмичар Кувајта није освојио ниједну медаљу али је остварио најбољи резултат сезоне.

## Учесници
Мушкарци:
- Yaqoub Alyouha — 60 м препоне

## Резултати

### Мушкарци
| Атлетичар      | Дисциплина   | Лични рекорд | Квалификација | Квалификација | Полуфинале     | Полуфинале | Финале               | Финале       | Детаљи |
| Атлетичар      | Дисциплина   | Лични рекорд | Резултат      | Место         | Резултат       | Место      | Резултат             | Место        | Детаљи |
| -------------- | ------------ | ------------ | ------------- | ------------- | -------------- | ---------- | -------------------- | ------------ | ------ |
| Yaqoub Alyouha | 60 м препоне | 7,52 НР      | 7,66(.654) КВ | 2. у гр. 3    | 7,59(.582) ЛРС | 7. у гр. 2 | Није се квалификовао | 12 / 44 (46) |        |